# 名古屋市立新栄小学校
名古屋市立新栄小学校（なごやしりつ しんさかえしょうがっこう）は、名古屋市中区新栄三丁目にある公立小学校。

## 沿革
- 1870年（明治3年） - 藩立洋学校が開設。
- 1871年（明治4年） - 第4義校開設。
- 1872年（明治5年） - 小学簡易科開校。
- 1873年（明治6年） - 第34義校開設。
- 1876年（明治9年） - 学校合併。
- 1893年（明治26年） - 尋常小学校と改称。
- 1897年（明治30年） - 尋常小学校創設。
- 1913年（大正2年）8月16日 - 東田小学校校舎（9教室）の増築工事が竣工する[1]。
- 1941年（昭和16年）4月 - 国民学校令により、国民学校と改称。
- 1946年（昭和21年） - 小川国民学校および東田国民学校の統合により、新栄国民学校となる[2]。
- 1947年（昭和22年）4月 - 学制改革により、名古屋市立新栄小学校と改称。
- 1982年（昭和57年） - 学校統合。西校舎改築。北校舎改修。
- 1984年（昭和59年） - 北校舎改修工事。
- 1988年（昭和63年） - 名古屋市立中央高等学校とのグラウンド共用を開始する[2]。
- 1989年（平成元年） - 校門付近景観工事。プール改築。
- 1992年（平成4年） - 北校舎改築。開学120周年。
- 1994年（平成6号） - 運動場整地。
- 1997年（平成9年） - もちつき大会開始。
- 2001年（平成13年） - 強化磁器食器使用開始。インターネット（ISDN・光ファイバー）接続開始。
- 2002年（平成14年） - 開学130周年。
- 2003年（平成15年） - 不審者対策のため防犯カメラ設置。
- 2006年（平成18年） - トイレバリアフリー化工事。
- 2008年（平成20年） - トワイライトスクール開校[3]。
- 2012年（平成24年） - 開学140周年。
- 2013年（平成25年） - 特別支援学級（ひまわり・たんぽぽ組）新設[3]。

### この節の出典
- ○学校概要（沿革・目標・努力点、学校ホームページ内）

## 通学区域
- すべて中区内
  - 葵一丁目[4]
  - 葵二丁目[4]
  - 葵三丁目[4]
  - 栄四丁目（一部）[4]
  - 栄五丁目（一部）[4]
  - 新栄町[4]
  - 新栄一丁目（一部）[4]
  - 新栄二丁目（一部）[4]
  - 新栄三丁目（一部）[4]
  - 東桜二丁目[4]

## 進学先中学校
- 名古屋市立白山中学校[5]

## 著名な出身者
- 斎藤洋介 - 俳優[6]
- 舘ひろし - 俳優

## 学校周辺
- 名古屋市立中央高等学校 - 敷地が隣接
- 名古屋市中環境事務所
- 新栄公園
- 千郷郵便局

## アクセス
- 市営バス「栄16」系統で、「新栄三丁目」バス停（国道153号線上）下車後、徒歩約255m・約4分。
  - なお、学校の近くには、「広小路車道」バス停（県道60号線上）もあるが、平日深夜のみ運行の「深夜1」系統しか停車しない。
- 市営地下鉄東山線千種駅（出口5）から、徒歩約545m・約8分。
- JR中央本線千種駅（出口）から、徒歩約675m・約12分。
  - JR駅から直線距離は約540mだが、駅出入口設置個所の関係で、若干遠回りとなる。
- 市営地下鉄栄駅（東山線・名城線）から、
  - 上述の市営バス「栄16」系統で、新栄三丁目バス停下車後、徒歩。
  - または、地下鉄東山線で、千種駅まで乗車し、千種駅下車後、徒歩。
- 市営地下鉄桜通線吹上駅から、上述の市営バス「栄16」系統で、新栄三丁目バス停下車後、徒歩。